# Ompok supernus
Ompok supernus és una espècie de peix de la família dels silúrids i de l'ordre dels siluriformes.
Es troba al sud de Borneo.